# 342 pr. n. št.
Stoletja: 5. stoletje pr. n. št. - 4. stoletje pr. n. št. - 3. stoletje pr. n. št.
Desetletja: 390. pr. n. št. 380. pr. n. št. 370. pr. n. št. 360. pr. n. št. 350. pr. n. št. - 340. pr. n. št. - 330. pr. n. št. 320. pr. n. št. 310. pr. n. št. 300. pr. n. št. 290. pr. n. št.
Leta: 347 pr. n. št. 346 pr. n. št. 345 pr. n. št. 344 pr. n. št. 343 pr. n. št. - 342 pr. n. št. - 341 pr. n. št. 340 pr. n. št. 339 pr. n. št. 338 pr. n. št. 337 pr. n. št.

## Dogodki
- Perzijci zavzamejo Egipt.